# Michał Peret
Michał Peret (ur. 13 sierpnia 1987 w Kwidzynie) – polski piłkarz ręczny, obrotowy, od 2006 zawodnik MMTS-u Kwidzyn.
Wychowanek MTS-u Kwidzyn. W 2006 trafił do MMTS-u Kwidzyn, w barwach którego zadebiutował w sezonie 2006/2007 w Ekstraklasie. Z kwidzyńskim klubem wywalczył cztery medale mistrzostw Polski, w tym medal srebrny w sezonie 2009/2010. W latach 2008–2010 występował ponadto w międzynarodowych rozgrywkach Challenge Cup, w których rzucił 15 bramek – wszystkie w sezonie 2009/2010, w którym MMTS zajął 2. miejsce. W sezonie 2016/2017, w którym rozegrał 32 mecze i zdobył 91 goli, otrzymał nominację do tytułu najlepszego obrotowego Superligi. W sezonie 2017/2018 wystąpił w 32 meczach, w których rzucił 124 bramki.
W 2012, 2013, 2014, 2016 i 2017 portal Sportowe Fakty umieścił go na liście najlepszych polskich obrotowych (odpowiednio: 4., 5., 6., 5., 4. miejsce).
W latach 2010–2013 powoływany był do reprezentacji Polski B, w barwach której wystąpił w turniejach towarzyskich w Wągrowcu (październik 2010 i marzec 2011), na Słowacji (grudzień 2011) i w Gdańsku (kwiecień 2013 – rzucił trzy bramki). W reprezentacji Polski A zadebiutował  18 grudnia 2010 w przegranym spotkaniu z Rumunią (26:28). Znalazł się m.in. w szerokiej kadrze na mistrzostwa świata w Hiszpanii (2013) i mistrzostwa Europy w Danii (2014).
W 2010 bez powodzenia kandydował z listy Sojuszu Lewicy Demokratycznej w wyborach do rady powiatu kwidzyńskiego.

## Osiągnięcia
MMTS Kwidzyn
- 2. miejsce w Ekstraklasie: 2009/2010
- 2. miejsce w Challenge Cup: 2009/2010
- 3. miejsce w Ekstraklasie/Superlidze: 2008/2009, 2010/2011, 2012/2013
- 3. miejsce w Pucharze Polski: 2011/2012